# Livezile, Timiș
Livezile (nume anterior, până în 1986: Tolvădia; germană Tolwad, Tolwadin, Tholweid, maghiară Tolvád) este satul de reședință al comunei cu același nume din județul Timiș, Banat, România.

## Istorie
1332-1337 - apar primele mențiuni documentare ale așezării sub numele Tewvid, Taluod și Tolnnyd;
In 1462 a devenit proprietatea lui Bergsoy Hagymás de Berecks (Hăghimaș din Beregsău), așa cum apare această informație în istoria orașului Kikinda din Vojvodina
1717 - Tolvădia avea 30 de case și făcea parte din districtul Ciacova;
1909 - istoricul și arheologul german Millecker face săpături în hotarul comunei Tolvădia, găsind mai multe obiecte din epoca bronzului;
In perioada 1918-1922, Tolvădia aparținea de plasa Modoș, între anii 1922-1958 de plasa Ciacova, apoi face parte din raionul Deta, până în anul 1968.
După noua împărțire administrativ-teritorială, Tolvădia poarte numele de Livezile și aparține de comuna Banloc (din 1972), ca și satul Dolaț.
In 2006  comuna Livezile a fost reînființată în baza Legii nr.461/2006, prin desprinderea de comuna Banloc